# Čušperk
Čušperk je naselje v Občini Grosuplje.